# Mīān Bāl
Mīān Bāl (persiska: ميان بال) är en ort i Iran.   Den ligger i provinsen Mazandaran, i den norra delen av landet, 140 km nordost om huvudstaden Teheran. Antalet invånare är 304.
Terrängen runt Mīān Bāl är mycket platt, och sluttar norrut. Runt Mīān Bāl är det tätbefolkat, med 286 invånare per kvadratkilometer. Närmaste större samhälle är Babol, 11,6 km sydost om Mīān Bāl. Trakten runt Mīān Bāl består till största delen av jordbruksmark.